# M'Tarfa
M'Tarfa è un comune dell'Algeria, situato nella provincia di M'Sila.